# Kåse
Kåse är en svensk adelsätt härstammande från Pjätteryds socken i södra Småland. Tillnamnet Kåse förekom såväl bland adel, borgare och bönder, och syftade på ett slags utsmyckat dryckeskärl, kåsen. Den introducerade ätten Kåse härstammar från en Peder som levde decennierna kring 1500.
Denne Peder var troligen bonde och bosatt i Pjätteryds socken, men genom sitt äktenskap med frälsekvinnan Märta Arvidsdotter, kom hans ättlingar att ses som adliga. Släktens adelskap ifrågasattes dock vid Johan III:s rannsakan med halvfrälset på 1570-talet. Märta Arvidsdotter var i alla fall dotter till väpnaren Arvid Kåse (belagd 1475) och hans hustru Karin Jönsdotter. En av Peders och Märta Arvidsdotters söner, Arvid Pedersson Kåse, tog sedan sin morfars tillnamn. Arvid Pedersson Kåse var bosatt i Öjhult, Pjätteryds socken, Småland, och var hövitsman under Gustav Vasa. Genom Arvid Pedersson Kåses äktenskap med Märta Birgersdotter/Börgesdotter (Drake) stärktes ättens frälsestatus.
Ätten Kåse är sedan länge utdöd. På svärdssidan dog den ut i och med vicekorpralen Christian Kåses (1768-1834) död.